# ذلك الصيف (رواية)
ذلك الصيف That Summer هي رواية للكاتب الأمريكي ألن دروري نشرت في عام 1965 من دار نشر مايكل جوزف المملكة المتحدة ومن دار نشر كاورد ماكان في الولايات المتحدة في عام 1966. 